# Eutolmus albiventris
Eutolmus albiventris är en tvåvingeart som beskrevs av Villeneuve 1920. Eutolmus albiventris ingår i släktet Eutolmus och familjen rovflugor. Inga underarter finns listade i Catalogue of Life.